# Štvrtok na Ostrove
Štvrtok na Ostrove (bis 1927 slowakisch „Štvrtok“; deutsch Loipersdorf oder selten Donnersmarkt, ungarisch Csallóközcsütörtök und ehemals Csütörtök) ist eine Gemeinde in der Südwestslowakei. Sie liegt auf der Großen Schüttinsel im Donautiefland, etwa 20 km von Bratislava entfernt.
Die erste schriftliche Erwähnung erfolgte 1217 als Cheturthuc, dann 1241 als Leupsdorf. Im Ort gibt es eine romanische Kirche aus dem 13. Jahrhundert, die dem Heiligen Jakob geweiht ist. Das ursprünglich deutschsprachige Loipersdorf wurde 1526 von den Türken ausgelöscht.
Laut der Volkszählung von 2001 hatte der Ort 1679 Einwohner, davon 83 % Magyaren, 12 % Slowaken sowie 5 % Roma und andere.

## Bevölkerung
| Jahr                | 1994 | 2004    | 2014    | 2024    |
| ------------------- | ---- | ------- | ------- | ------- |
| Anzahl der Personen | 1624 | 1733    | 1756    | 1740    |
| Unterschied         |      | +6,71 % | +1,32 % | −0,91 % |

| Jahr                | 2023 | 2024    |
| ------------------- | ---- | ------- |
| Anzahl der Personen | 1720 | 1740    |
| Unterschied         |      | +1,16 % |

## Gemeindepartnerschaft
- Máriakálnok, Ungarn[5]